# PZL I-22 Iryda

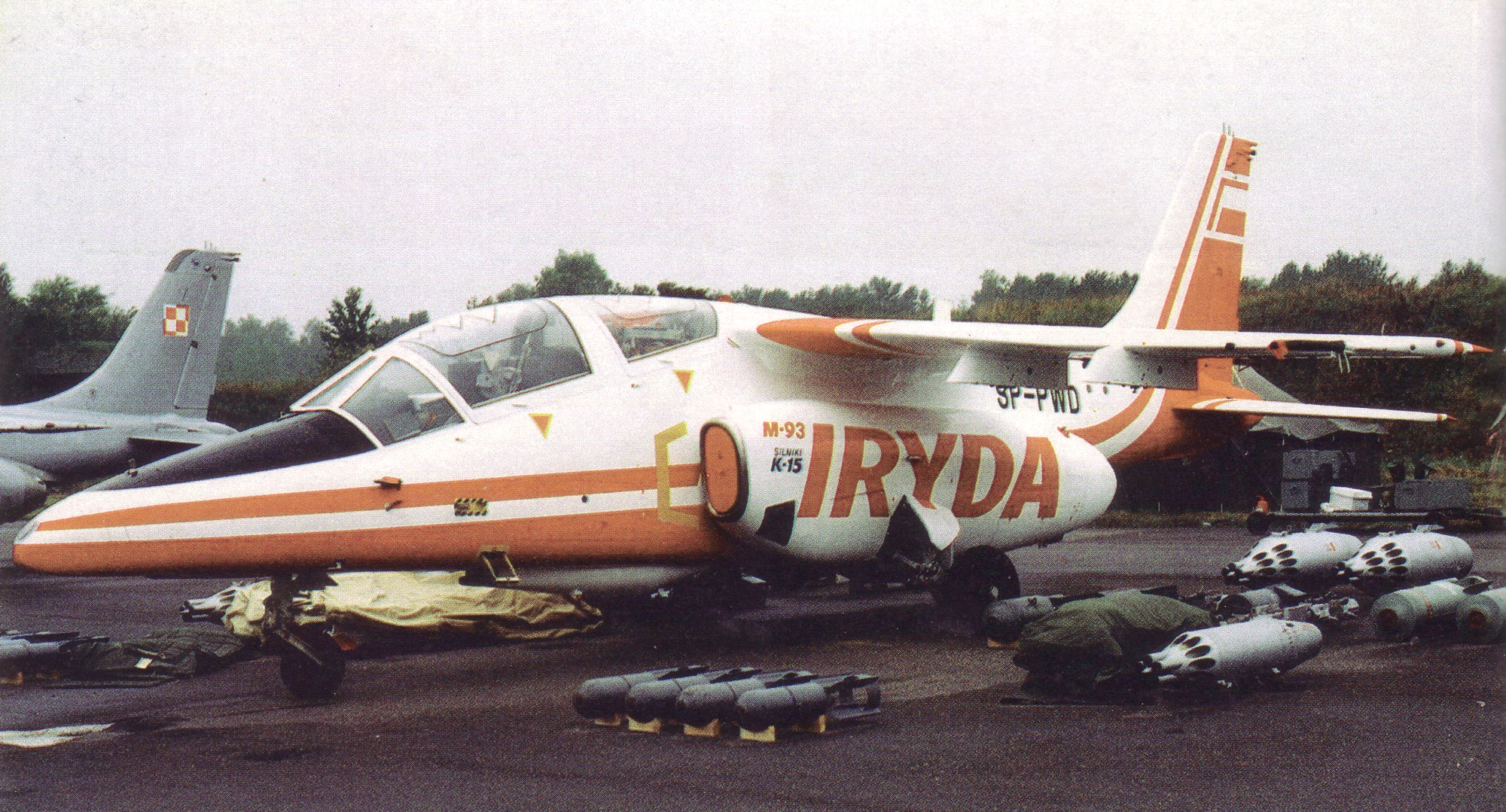
PZL I-22 Iryda

De PZL I-22 Iryda (ook bekend als M93 Iryda en M96 Iryda) is een Poolse jet-trainer gebouwd door PZL-Mielec. De eerste Iryda vloog op 3 maart 1985. In totaal zijn er inclusief prototypes 17 stuks gebouwd.

## Oud gebruikers
- Polen – 8 toestellen (tussen 1992 en 1996)

## Specificaties (M93K)
- Bemanning: 2
- Lengte: 13,22 m
- Spanwijdte: 9,60 m
- Hoogte: 4,30 m
- Vleugeloppervlak: 19,92 m2
- Leeggewicht: 4 600 kg
- Motor: 2× PZL K-15 turbojet, 14,7 kN elk
- Maximumsnelheid: 940 km/h op 5 000 m hoogte
- Vliegbereik: 1 200 km
- Dienstplafond: 13 700 m
- Klimsnelheid: 41 m/s

### Gerelateerde ontwikkelingen
- PZL TS-11 Iskra

### Vergelijkbare vliegtuigen
- Aero L-39 Albatros
- BAe Hawk
- Dassault/Dornier Alpha Jet
- Soko G-4 Super Galeb